# Prekmurski evangeličanski seniorat
Prekmurski evangeličanski seniorat oz. Prekmurski seniorat je bila upravna enota evangeličanske cerkve v Prekmurju za časa Kraljevine Jugoslavije med letoma 1922 in 1941, med letoma 1941 in 1945 pa se je podeljeval samo naziv častnega seniorja, ter častnega inšpektorja Prekmurskega seniorata.

## Zgodovina
Prekmurski seniorat je nastal kot posledica Trianonske mirovne pogodbe, saj se je 10 cerkvenih občin ločilo od Sombotelske škofije. Zaradi tega je sombotelski evangeličanski škof Bela Kapi že leta 1919 zaupal od Madžarske odcepljene cerkvene občine Števanu Kovatšu. De facto je Prekmurski seniorat obstajal že 3 leta, dokler ga niso 2. februarja 1922 tudi uradno ustanovili. Seniorat je izdajal mesečnik Düševni list in vsako leto Evangeličanski kalendar. Ustanovil je evangeličanski dijaški dom. Ob prihodu madžarov leta 1941 se je Prekmurski seniorat priključil nazaj k Sombotelski škofiji. Vendar se je naziv prekmurskega seniorja in seniorskega inšpektorja ohranil. Za svoje zasluge je bil dotedanji senior Števan Kovatš imenovan za častnega seniorja, dotedanji inšpektor seniorata, industrialec Jožef Benkő pa za častnega senioratnega inšpektorja. V Socialistični federativni republiki Jugoslaviji so Prekmurski seniorat ukinili. Z novo ustavo je nato nastal seniorat ev. cerkve v SR Sloveniji. Leta 2002 so naziv seniorja ukinili in ga nadomestili z škofom. Prvi škof je postal Geza Erniša.

## Galerija
- Dvojezični zapisnik ob ustanovitvi prekmurskega seniorata.
- Prva stran dvojezičnega zapisnika ob ustanovitvi prekmurskega seniorata
- Števan Kovatš
- Josip Benko

## Seniorji
- Števan Kovatš (1922-1941)

## Inšpektorji
- Aleksander Junkucz (1922-1923)
- Jožef Benkő (1923-1941)

## Častni senior
- Števan Kovatš (1941-1945)

## Častni inšpektor
- Jožef Benkő (1941-1945)

## Organizacija
- Evangeličanska cerkev, Hodoš
- Evangeličanska cerkev, Puconci
- Evangeličanska cerkev, Murska Sobota (sedež seniorata)
- Evangeličanska cerkev, Bodonci
- Evangeličanska cerkev, Gornji Slaveči
- Evangeličanska cerkev, Gornji Petrovci
- Evangeličanska cerkev, Križevci
- Evangeličanska cerkev, Domanjševci
- Evangeličanska cerkev, Lendava
- Evangeličanska cerkev, Moravske Toplice